# Bones MC

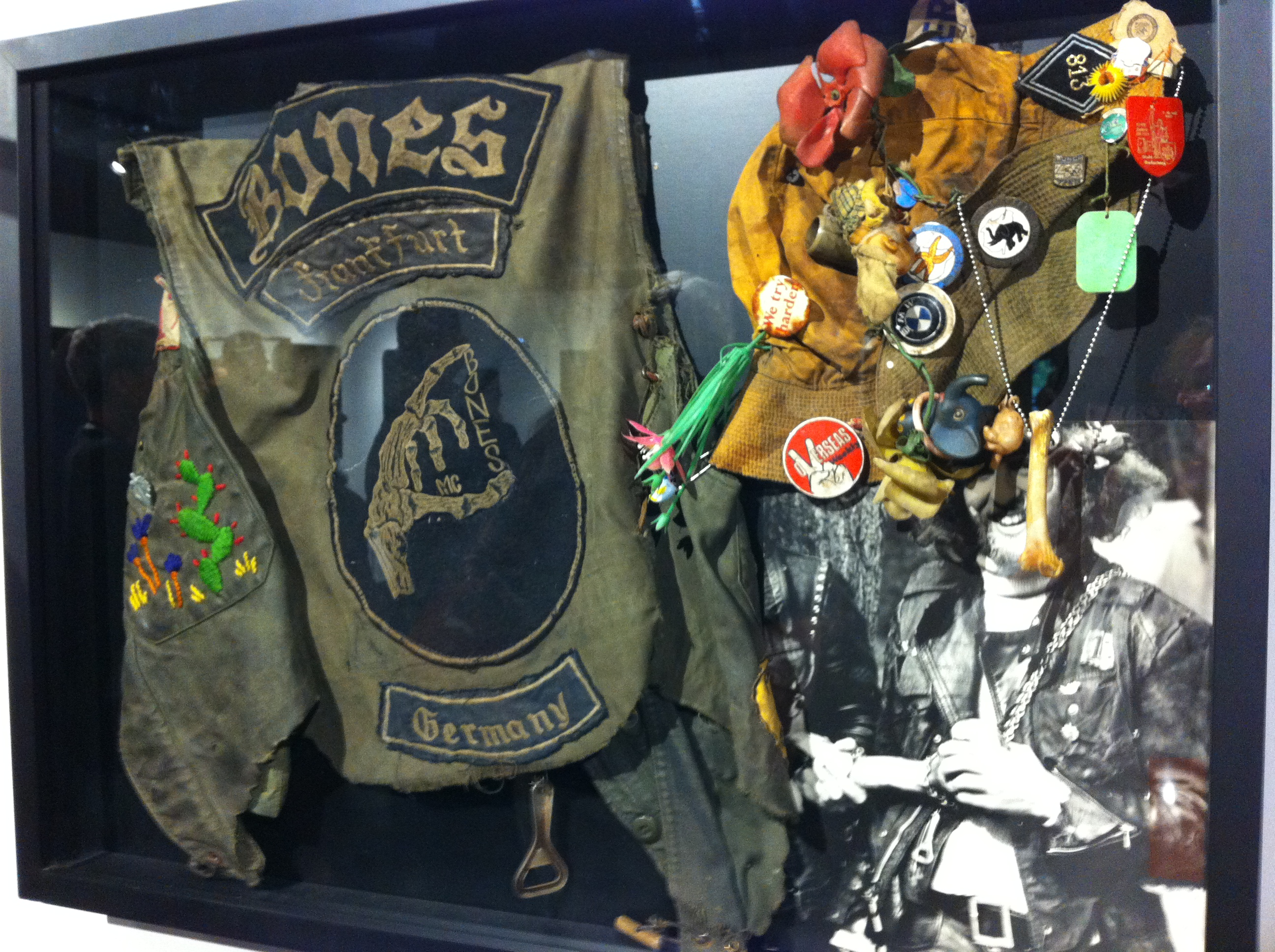
Colour

Der Bones MC war ein deutscher Motorradclub, der von 1968 bis 1999 existierte. Bis zu seiner Fusion („Patch over“) mit dem Hells Angels MC Germany galt der Bones MC als einer der „ältesten und wohl auch mächtigsten Motorradclubs in Deutschland.“

## Anfänge
Larry Coleman, der in den 1970ern dreimal US-Meister in Seitenwagenrennen wurde, auf dem Bonneville Salzsee Geschwindigkeitsrekorde mit Seitenwagen aufstellte und seit 2010 Mitglied der AMA Hall of Fame ist, gründete 1968 in Frankfurt am Main den ursprünglich US-Soldaten vorbehaltenen Motorradclub. Zu den Gründern gehörte auch der Comiczeichner Gene L. Thoms. Das Patch oder Clubabzeichen bestand aus einer Knochenhand auf schwarzem Stoff an der Rückseite der Jeansjacke. Damals, so Larry Coleman, „gab es in MAD eine Story über die Gefahren des Rauchens. Als Illustration war eine Knochenhand, die eine Zigarette hielt, abgebildet. Wir fanden das Cartoon sehr witzig und beschlossen, das wird unser Colors und wir nennen uns BONES.“ „Überwiegend fuhren die Mitglieder mit BMW-Motorrädern, einige fuhren aber auch BSA, Triumph oder Norton, und als die Honda CB 750 Four rauskam, natürlich auch die.“

## Nähe zur Kriminalität und Patch over
Der Club entwickelte im Laufe seines Bestehens, laut einem vertraulichen BKA-Lagebild zur Rockerkriminalität, „in Deutschland zweifelsfrei die meisten kriminellen Aktivitäten“. So versuchten einzelne Mitglieder „mit Wach- und Sicherheitsdiensten in der legalen Geschäftswelt Fuß zu fassen“. Dabei wurden „insbesondere Einlaßkontrollen vor Diskotheken dazu genutzt, den Handel mit synthetischen Drogen zu kontrollieren“.
1999 kam es zu einem ausführlichen Geständnis des ehemaligen Präsidenten der Bones Bad Dürkheim Hagen J. bei der Polizei über die kriminellen Aktivitäten von Mitgliedern des Clubs und der Deckung von Straftaten durch die Polizei. Laut der eigenen Aussage von J. wurde er daraufhin dieser von den Bones mit den Worten “See you in Hell!” für „vogelfrei“ erklärt und ein Kopfgeld von 100.000 DM auf ihn ausgesetzt.
Ab dem Jahr 1998 gab es heimliche Verhandlungen zwischen den führenden Mitgliedern der Chapter Hannover, Saarbrücken, Frankfurt-Westend und Düsseldorf mit der Führungsspitze der deutschen Hells Angels über eine Fusion beider Clubs. Diese Verhandlungen resultierten am 12. November 1999 im Übertritt aller 16 Chapter und 254 der knapp 490 Mitgliedern zu den eigentlich verfeindeten Hells Angels. Somit verschwand nach 31 Jahren der Bones MC. Eine Neuformierung würde, so die Hells Angels, als Provokation gesehen werden.